# Einfach mal was Schönes
Einfach mal was Schönes ist ein deutscher Film der Regisseurin Karoline Herfurth. Der Kinostart war am 17. November 2022.

## Handlung
Die Radiomoderatorin Karla hat es lange versucht, aber sie findet einfach nicht den passenden Mann zur Gründung einer Familie. Mit fast 40 entscheidet sie sich, alleine ein Kind zu bekommen. Doch dann lernt sie den Krankenpfleger Ole kennen und eigentlich ist dieser der lange gesuchte Traummann, aber Ole ist erst 28 und will noch keine Kinder. 

## Produktion und Veröffentlichung
Der Film wurde vom 5. Oktober 2021 bis zum 2. Dezember 2021 an 40 Drehtagen in Berlin gedreht.
Premiere war am 8. November 2022 im Berliner Zoo Palast, die Freigabe zur öffentlichen Vorführung erfolgte ab 17. November.
In Deutschland erreichte die Komödie am Premierentag 16.500 Besuchern mit 155.000 Euro Umsatz in 620 Kinos und landete damit hinter Black Panther: Wakanda Forever auf Platz zwei der Kinocharts. Insgesamt konnte der Film mehr als 700.000 Zuschauer in die Kinos locken.

## Rezeption

### Kritiken
Filmstarts-Kritiker Christoph Petersen bezeichnet Herfurths vierte Regiearbeit als „eine Absage und eine Liebeserklärung an das Genre zugleich – ein schmaler Grat, auf dem es auch mal ein bisschen rumpelig zugeht, bei dem man am Schluss aber glücklich das Kino verlässt, selbst wenn sich die Probleme nicht wie gewohnt allesamt in den letzten 15 Minuten wie von Geisterhand in Luft auflösen“. Dass der Film keine typische romantische Komödie sei, sondern vielmehr eine „Generationengeschichte mit Abnabelungsprozess“ erzähle, in der „sich eben nicht einfach alles in Wohlgefallen auflöst, sondern Herfurth erstaunlich konsequent, hart und ehrlich bleibt“, könne man „böswillig als Unentschlossenheit auslegen. Aber man spürt einfach, dass das alles schon sehr bewusst geschieht – und so wird daraus in den fähigen Händen der Regisseurin eine nicht 100-prozentig runde, aber dafür immer aufregende, berührende und ja, manchmal auch urkomische Kinoerfahrung“.
Heike Angermaier schrieb in ihrer Rezension für Blickpunkt:Film, dass es „sehr schön“ sei, wie „Herfurth die Eigenheiten, Schrulligkeiten und Fehler der Frauen liebevoll-komödiantisch ausmalt, sie aber nie vorführt und sie im richtigen Moment zusammenrücken lässt“. Inszenatorisch bewähre sie „sich ganz besonders in ihrer höchst gelungenen Schilderung des Zusammenhalts unter Frauen“, während die parallel erzählte Liebesgeschichte „ein wenig zu schematisch geraten“ sei. „Sehr charmant“ sei „die unausweichliche Annäherung und der Film dennoch, der [...] mit amüsanten, pointierten Dialogen und perfekt getimter leiser und deftiger Situationskomik bei zwei Hochzeiten und einem Krankenhausaufenthalt aufwarten kann. Der Film, Ausstattung, Kostüm, Kamera und Schnitt kann sich [...] sehen lassen“.
Martina Knoben von der Süddeutschen Zeitung fand, dass die Produktion „viel Stoff und Personal für eine Komödie“ auffahre, sodass Einfach mal was Schönes zwangsläufig in Episoden zerfiele. Diese schade „dem Film aber nicht allzu sehr“, zumal eine „tolle Besetzung [...] über Brüche hinweg“ helfe. Auch dass Herfurth die zentrale Liebesgeschichte nicht übermäßig wichtig nimmt, passe ins Konzept: „Standardmotive wie Torschlusspanik, Traumhochzeit oder Horrordates nutze Herfurth vor allem auch dazu, das Genre der romantischen Komödie umzudeuten“.
Spiegel-Redakteur Lars-Olav Beier urteilte, dass Herfurth „unterhaltsam und zugleich ernsthaft von Frauen und ihren Problemen dabei, in dieser Gesellschaft glücklich zu werden“ erzähle. „Die Treffsicherheit, mit der sie Pointen oder Zwischentöne setzt, mit der sie ihr Publikum mal zum Lachen bringt und mal zu Herzen rührt,“ sei bewundernswert. In Einfach mal was Schönes „mag der eine oder andere Gag etwas platt geraten sein. Doch die emotionale Tiefe, die sie in einigen Szenen erreicht, ist erstaunlich. Die von ihr verkörperte Figur nervt in ihrer Überdrehtheit zwar manchmal, aber man geht mit ihr durch alle Höhen und Tiefen“.

### Auszeichnungen
Ulrike Kriener wurde für ihre Nebenrolle als Marion für den Deutschen Filmpreis 2023 nominiert.
Die Deutsche Film- und Medienbewertung (FBW) zeichnete den Film mit dem Prädikat „besonders wertvoll“ aus.